# Meikle Says Law
Meikle Says Law är en kulle i Storbritannien.   Den ligger i kommunen Scottish Borders och riksdelen Skottland, i den centrala delen av landet, 500 km norr om huvudstaden London. Toppen på Meikle Says Law är 535 meter över havet. Meikle Says Law ingår i Lammermuir Hills.
Terrängen runt Meikle Says Law är kuperad åt sydväst, men åt nordost är den platt. Meikle Says Law är den högsta punkten i trakten. Runt Meikle Says Law är det glesbefolkat, med 12 invånare per kvadratkilometer. Närmaste större samhälle är Haddington, 15,4 km nordväst om Meikle Says Law. Trakten runt Meikle Says Law består i huvudsak av gräsmarker.